# 長野ドラミ
長野 ドラミ（ながの どらみ、1994年7月13日 - ）は、日本の元女子プロレスラー。長野県出身。身長156cm、体重60kg。

## 所属
- アイスリボン（2010年 -2019年）

## 経歴
2010年
11月27日、アイスリボン240・川崎大会にて、対都宮ちい戦で「長野レミ」としてエキシデビュー。
2011年
6月15日、アイスリボン299・イサミレッスル武闘館にて、マサ高梨の復帰挨拶中にさくらえみがアイアンマンヘビーメタル級王座のベルトを奪う。その後、長野とのエキシビションマッチを行うが、長野がそのエキシ後にベルトを奪取して、みなみ飛香の後押しもあってデビューに繋がった。
6月19日、10代主催興行「Teens」第3回大会で、対くるみ戦で正式デビュー。リングネームを「長野ドラミ」（さくらえみが命名）に改める。
6月25日、アイスリボン302「逆境ナイン」（9人総当り戦1分勝負、全72試合）・イサミレッスル武闘館にて、対成宮真希戦で初勝利。
10月2日、米山香織の推薦によりJWPの新人リーグ戦「蒼星杯」公式戦で他団体初参戦。勝愛実に敗れる。
10月10日、JWP東京キネマ倶楽部大会にてCMLLのレイディ・アフロディータを相手に蒼星杯第二戦を戦い、ドライングゲットで勝利。
2012年
6月17日、北沢タウンホール大会を最後に学業専念のため休業。
2019年
3月25日、復帰に向けての話し合いや調整を行って来たが、本人の口より正式に引退したいとの要望もあり、3月25日をもって引退。

## 人物
- 練習生としては宮城もちより早かったが、デビュー直前に足の怪我等で遅れた。また、アイスリボンや19時女子プロレスでのエキシビジョンでも結果を出せなかったこともあり、デビューが大幅に遅れてしまった。
- かつてセンダイガールズの練習生だったが挫折してアイスリボンに再入門した経緯を持つ。

## 得意技
ドラドラアタック
「ドラ、ドラ、ドラ、ドラ」と4回叫んでからの串刺し式ボディプレス。
ドライングゲット
ショルダータックル
フライングクロスボディ
ダイビングボディプレス
ダイビングセントーン

## タイトル歴
- 第846代アイアンマンヘビーメタル級王座